# Mitterdorf (Gemeinde Straßburg)
Mitterdorf ist eine Ortschaft in der Gemeinde Straßburg im Bezirk St. Veit an der Glan in Kärnten. Die Ortschaft hat 15 Einwohner (Stand 1. Jänner 2025).

## Lage
Die Ortschaft liegt am Mödringbergzug, auf dem Gebiet der Katastralgemeinde Straßburg Land, etwa 5 km westlich des Gemeindehauptorts Straßburg-Stadt und etwa 1 km südöstlich des Pfarrorts St. Jakob.
Der Weiler Mitterdorf besteht aus den Häusern Mitterdorfer Hube, Mitterdorfer Nebengebäude und Mitterdorfer Auszugshaus (Nr. 6, 6a und 6b), Ruhdorfer Hube (Nr. 9), Prüger Hube (Nr. 10) und einem Neubau ohne Vulgonamen (Nr. 12).
Im St. Jakober Graben, ½ km südwestlich des Weilers, lag die Grübelnig-Keusche (früher Edenkeusche, Nr. 11). Gut 1 km westnordwestlich des Weilers liegt die Sabitzer-Hube (Sabitzer untern Feld, Nr. 2) im Mühlbachgraben. Ebenfalls im Mühlbachgraben befand sich früher die Mühlnerhube (Mühlner im Graben, wurde als Nr. 1 geführt).

## Geschichte
Der Ort wird 1147 urkundlich genannt. 1155 werden Adelige von Mitterdorf als Ministerialen von Gurk genannt.
Seit Gründung der Ortsgemeinden Mitte des 19. Jahrhunderts gehört Mitterdorf zur Gemeinde Straßburg.
Am 2. Dezember 1879 brannte die Irgelekeusche ab, ein Knecht hatte das Feuer gelegt. Am 24. Juli 1889 brannte infolge Blitzschlags Wohn- und Wirtschaftsgebäude des Josef Prieger vulgo Trainacher ab.

## Bevölkerungsentwicklung
Für die Ortschaft ermittelte man folgende Einwohnerzahlen:
- 1869: 10 Häuser, 86 Einwohner[5]
- 1880: 10 Häuser, 78 Einwohner[6]
- 1890: 8 Häuser, 75 Einwohner[7]
- 1900: 10 Häuser, 90 Einwohner[8]
- 1910: 9 Häuser, 79 Einwohner[9]
- 1923: 7 Häuser, 76 Einwohner[10]
- 1934: 68 Einwohner[11]
- 1951: 7 Häuser, 41 Einwohner[12]
- 1961: 9 Häuser, 33 Einwohner[13]
- 2001: 5 Gebäude (davon 4 mit Hauptwohnsitz) mit 7 Wohnungen; 17 Einwohner und 3 Nebenwohnsitzfälle; 4 Haushalte; 0 Arbeitsstätten, 5 land- und forstwirtschaftliche Betriebe[14]
- 2011: 6 Gebäude, 15 Einwohner, 5 Haushalte, 1 Arbeitsstätte[15]
- 2021: 6 Gebäude, 16 Einwohner, 6 Haushalte, 3 Arbeitsstätten[16]

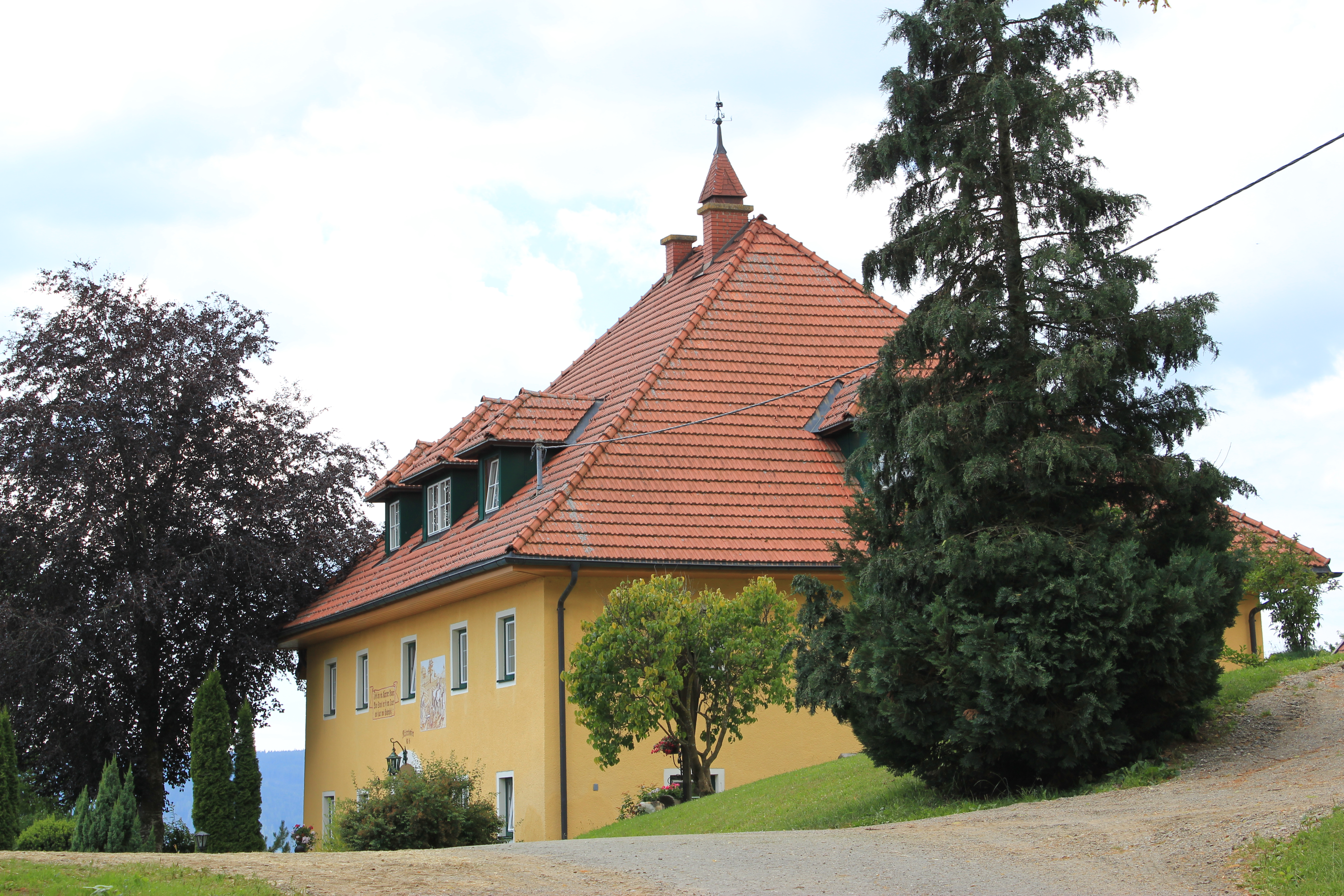
Mitterdorf Nr. 6
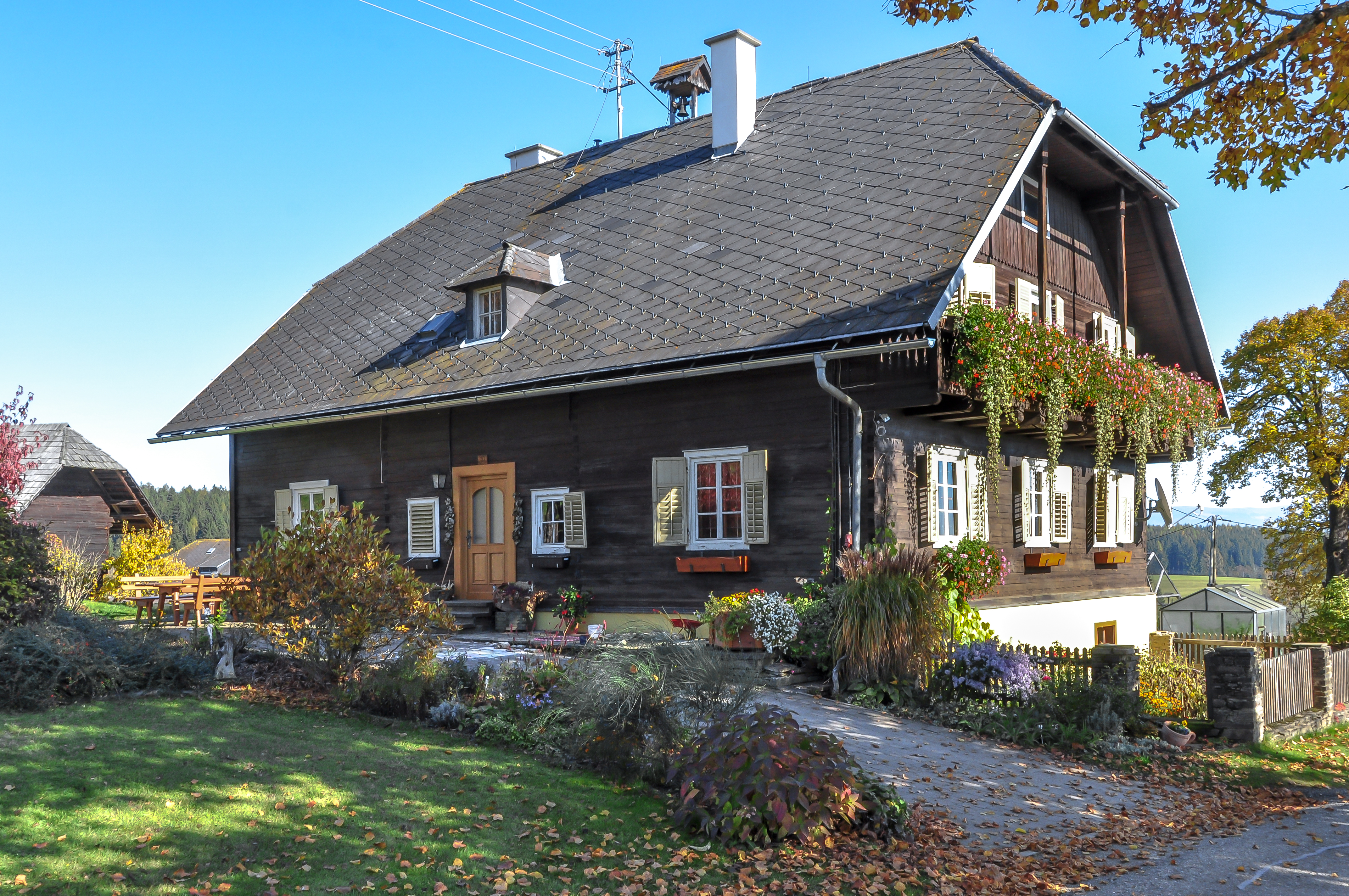
Mitterdorf Nr. 10
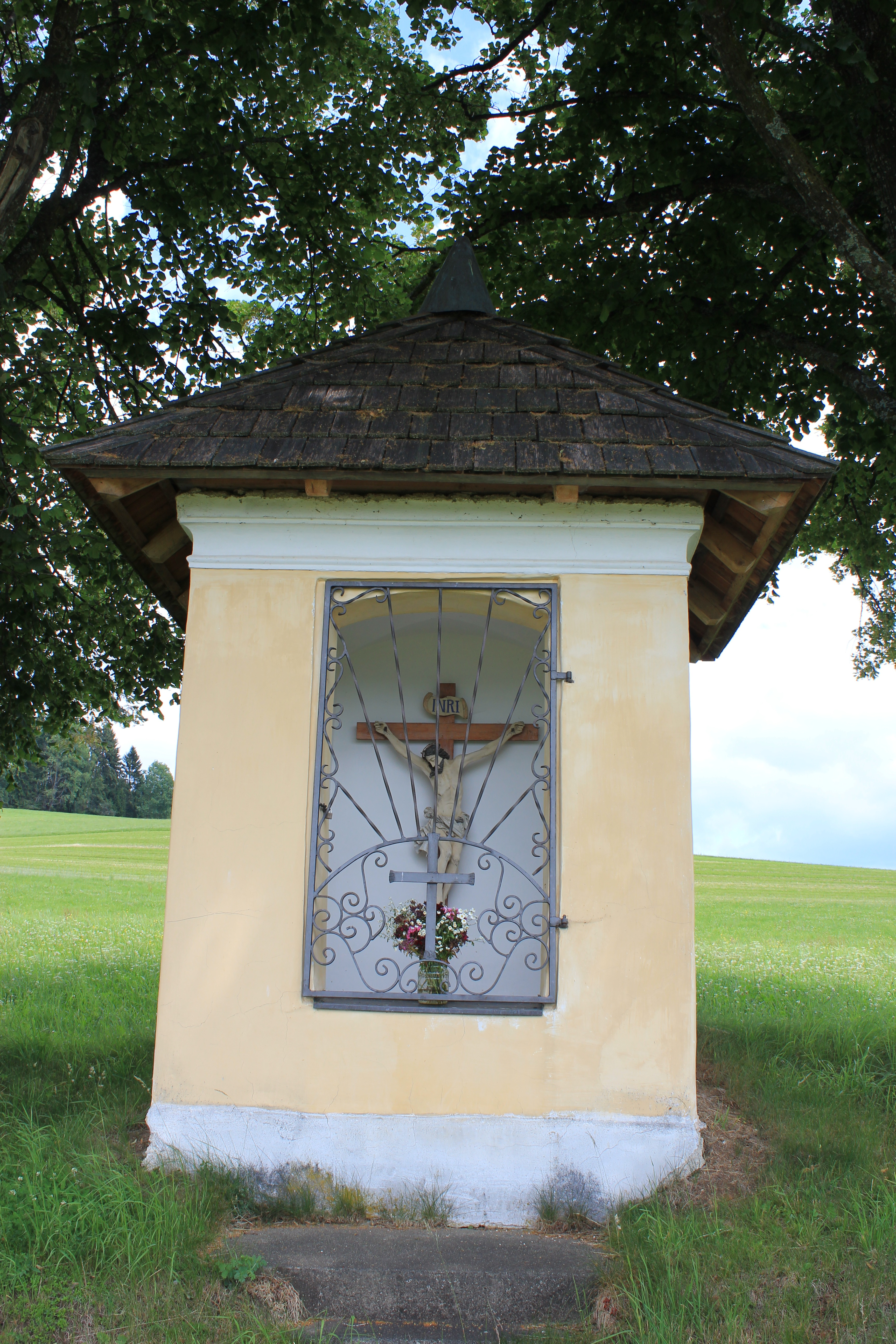
Wegkapelle bei Mitterdorf
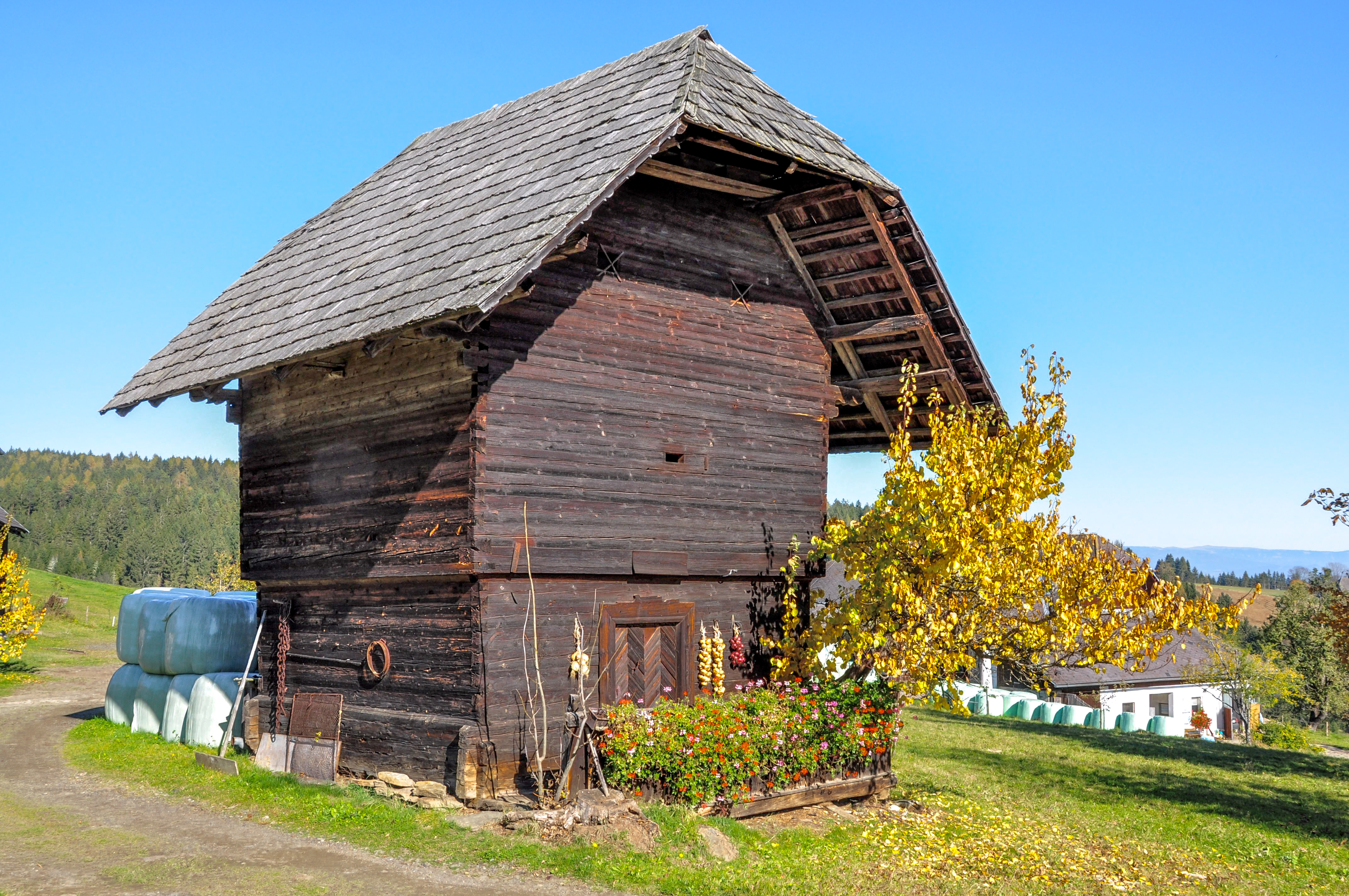
Blockspeicher bei Mitterdorf Nr. 10